# Camilla Benbow
Camilla Persson Benbow (Lund, Suecia, 3 de diciembre de 1956) es una psicóloga educativa y profesora universitaria estadounidense. Estudia la formación de los estudiantes superdotados intelectualmente.

## Biografía
Camilla Benbow es la decana en Peabody College de la Universidad Vanderbilt. Es una psicóloga educativa que se ha centrado en la educación de los jóvenes intelectualmente dotados. Benbow es codirectora (con David Lubinski) del Study of Mathematically Precocious Youth (SMPY), un estudio longitudinal que examina el desarrollo de los ciclos de vida de más de 5000 personas mayores. Sus intereses se centran en la identificación de la educación más eficaz para el desarrollo del talento intelectual en la ciencia, la tecnología, la ingeniería y las matemáticas.
Benbow recibió su educación de pregrado y postgrado en la Universidad Johns Hopkins, incluido el Doctorado en Educación, en 1981. Se convirtió en científica investigadora asociada en la Universidad Johns Hopkins en 1981. En 1986, la Universidad Estatal de Iowa, la nombró Profesora Asociada de Psicología promoviéndose con rapidez a profesora titular en 1990, jefa de departamento en 1992, y profesora Distinguida en 1995. Fue nombrada Decana Interina de Educación de la Universidad Estatal de Iowa en 1996. En el estado de Iowa también dirigió los programas preuniversitarios para los estudiantes talentosos y dotados.
Benbow es miembro de la Asociación Estadounidense de Psicología y de la Sociedad Americana de Psicología, recibió un premio distinguido académico de la Asociación Nacional para Niños Dotados, y en 2004 el Premio a la Trayectoria de la Educación y la Fundación de Investigación de Mensa. En mayo de 2006, fue nombrada miembro del Grupo Asesor Nacional de Matemáticas. También ha sido miembro del Consejo Nacional de Ciencia, que supervisa la Fundación Nacional para la Ciencia.
Benbow ha interpretado algunos de sus datos del estudio para indicar que hay diferencias innatas entre hombres y mujeres jóvenes en su aptitud para las matemáticas superiores y campos de actividad que dependen de las matemáticas, como la ingeniería y las ciencias físicas. Estas posiciones se han encontrado con una cierta controversia entre los grupos de mujeres.

## Publicaciones
Benbow ha sido editora, autora o coautora de dos libros, varios capítulos de libros, críticas y más de 100 artículos en revistas académicas.

### Libros
- Benbow, C. P., y Lubinski, D. (eds.) (1996). Talento intelectual: Cuestiones psicométricas y sociales. Baltimore, MD: Johns Hopkins University Press.

- Benbow, C. P., y Stanley, J. C. (eds.) (1983). Precocidad académica: Aspectos de su desarrollo. Baltimore, MD: Johns Hopkins University Press.

### Artículos seleccionados
- Lubinski, David (2014). Life Paths and Accomplishments of Mathematically Precocious Males and Females Four Decades Later. Psychological Science. ISSN 0956-7976.